# Quinto Fábio Ambusto (ditador)
Quinto Fábio Ambusto (em latim: Quintus Fabius Ambustus) foi um político da gente Fábia da República Romana nomeado ditador em 321 a.C.. Seu mestre da cavalaria foi Públio Élio Peto. 

## Ditadura (321 a.C.)
Depois da humilhante derrota na Batalha das Forcas Caudinas, o Senado ordenou que os cônsules derrotados pelos samnitas, Espúrio Postúmio Albino Caudino e Tito Vetúrio Calvino, abdicassem e nomeassem Quinto Fábio Ambusto como ditador romano ("comitiorum habendorum causa"), com poderes limitados, que, por sua vez, escolheu Públio Élio Peto como seu mestre da cavalaria (magister equitum), uma forma de garantir a eleição de novos cônsules. Porém, como a nomeação dos dois não foi feita de forma regular, ambos tiveram que renunciar em prol de um novo ditador, Marco Emílio Papo, que escolheu como mestre da cavalaria Lúcio Valério Flaco. Eles não conseguiram garantir a realização de novas eleições e foram substituídos por um interrex.